# Jon Sobrino
Jon Sobrino S.J. (27 de desembre de 1938, Barcelona) és un teòleg jesuïta espanyol.

## Biografia
Jon Sobrino va néixer a Barcelona durant la Guerra Civil en una família d'origen basc. Va ingressar en la Companyia de Jesús als 18 anys. Poc després va viatjar a El Salvador en 1957. Més tard va cursar estudis d'enginyeria a la universitat jesuïta de Saint Louis, als Estats Units, i teologia a la Facultat de Filosofia i Teologia Sankt Georgen a Frankfurt del Main, Alemanya. Va tornar al Salvador com a professor universitari de teologia a la Universidad Centroamericana José Simeón Cañas (UCA), la qual va ajudar a fundar. Va ser estret col·laborador de l'arquebisbe de San Salvador Óscar Romero, assassinat el 1980.
El 16 de novembre de 1989, per trobar-se a Tailàndia dictant una conferència, Jon Sobrino va escapar de ser assassinat en la massacre de la UCA, perpetrada per agents de l'Estat salvadorenc, en la qual sis dels seus companys jesuïtes (Ignacio Ellacuría, Segundo Montes, Juan Ramón Moreno, Ignacio Martín Baró, Amando López, i Joaquín López y López) i una dona (Elba Ramos) i la seva filla menor d'edat (Celina) van morir assassinats.
Prolífic autor, ha desenvolupat la seva contribució a la cristologia, eclesiologia i espiritualitat de l'alliberament.
En 26 de novembre de 2006, la Congregació de la doctrina de la Fe va emetre una notificació aprovada pel papa Benet XVI amb el propòsit de "cridar l'atenció sobre certes proposicions que no estan en conformitat amb la doctrina de l'Església presents en les obres del P. Jon Sobrino. Tals proposicions es refereixen a qüestions metodològiques i cristològiques. les seves obres qüestionades són: Jesucristo liberador: lectura histórico-teológica de Jesús de Nazaret i La fe en Jesucristo: ensayo desde las víctimas. Bàsicament la Congregació per a la doctrina de la Fe acusa Jon Sobrino de falsejar la figura del Jesús històric en subratllar en excés la humanitat de Crist, ocultant la seva divinitat.
L'11 de març de 2007 l'arquebisbe de San Salvador, Fernando Sáenz va donar a conèixer la sanció de la Congregació per a la Doctrina de la Fe, contra Sobrino, la qual implica la prohibició d'ensenyar en institucions catòliques -Sobrino és professor de la Universitat Centreamericana del Salvador- i la retirada del nihil obstat (vistiplau eclesial) a les seves obres. Conseqüentment amb la resolució de la Congregació de la Fe, les autoritats eclesiàstiques quedarien habilitades per sancionar a Jon Sobrino amb la prohibició de fer classes en centres eclesials o de publicar llibres sense permís previ de l'autoritat eclesiàstica.
L'amplitud de l'obra de Sobrino i l'impacte de la Teologia de l'Alliberament fan suposar que el debat sobre aquests i altres temes connectats roman essencialment obert fora de l'Església Catòlica oficial.
El 10 de desembre de 2009 va ser nomenat doctor honoris causa de la Universitat de Deusto (Bilbao, Espanya).